# Louis de Branges de Bourcia
Louis de Branges de Bourcia (né le 21 août 1932 à Neuilly-sur-Seine) est un mathématicien français, qui a démontré en 1985 la conjecture de Bieberbach (renommée théorème de De Branges), et qui soutient avoir démontré en 2004 l'hypothèse de Riemann. Il travaille à l'université Purdue aux États-Unis.

## Présentation
Il étudie de 1949 à 1953 au Massachusetts Institute of Technology puis à l'université Cornell, où il soutient sa thèse (Local Operators on Fourier Transforms) en 1957 sous la direction d'Harry Pollard et de Wolfgang Fuchs.
De 2004 à 2013, Louis de Branges a mis en ligne cinq publications en rapport avec la conjecture de Riemann :
1. A proof of the Riemann Hypothesis (I) (2004)[4]
2. A proof of the Riemann Hypothesis (II) (2004)[5]
3. Apology for the proof of the Riemann Hypothesis (2005)[6]
4. Riemann zeta functions (26 août 2009, révision 4 septembre 2009)[7]
5. The Riemann Hypothesis for Jacobian Zeta Functions (2013)[8].

Ce sont les deux dernières de ces publications qui, selon de Branges, contiennent une démonstration de la conjecture. Avant la publication de 2009, Eric Weisstein, un rédacteur de MathWorld, avait noté que les deux publications précédentes ne semblaient pas contenir de démonstration et qu'une approche antérieure de de Branges s'était révélée ne pas pouvoir aboutir. À ce sujet, certaines sources Internet disent que de Branges avait donné en 1994 une démonstration qui reposait sur une propriété de positivité supposée qui s'est révélée fausse (1998). Selon d'autres sources Internet, de Branges n'avait pas prétendu, en 1994, prouver l'hypothèse de Riemann, mais avait seulement formulé une conjecture dont celle de Riemann aurait résulté. Il ne semble pas que les travaux de 2009 et de 2013, et donc la démonstration de l'hypothèse de Riemann, aient été réfutés. Bien que de Branges ait annoncé l'intention de faire lire sa démonstration de 2009 par un comité de lecture[réf. souhaitée], il ne semble pas (à la date du 22 avril 2013) l'avoir soumise à ses collègues mathématiciens autrement qu'en l'exposant sur Internet. Selon Karl Sabbagh, auteur d'un livre sur l'hypothèse de Riemann, les spécialistes de la question ne croient pas à la possibilité de démontrer l'hypothèse de Riemann par la méthode de de Branges et s'abstiennent dès lors de consacrer le temps nécessaire à l'étude de la démonstration qu'il a publiée.
En 2015, Louis de Branges a encore publié sur sa page personnelle du site de l'université Purdue un autre travail, intitulé lui aussi « A proof of the Riemann hypothesis ».